# Iuda (povestire)
„Iuda” (în engleză „Judas”) este o povestire științifico-fantastică din 1967 scrisă de John Brunner. A apărut prima dată în 1967 în volumul Viziuni periculoase (în engleză Dangerous Visions) editat de Harlan Ellison. În limba română volumul și povestirea au apărut la Editura Trei, în anul 2013.

## Prezentare
Povestea examinează o alegorie modernă a figurii biblice a lui Iuda.

## Primire
Algis Budrys a numit-o "pretențioasă".

## Legături externe
- en  Istoria publicării lucrării Iuda la Internet Speculative Fiction Database
- Iuda la noosfere.org

## Vezi și
- 1967 în științifico-fantastic